# Vrancke van der Stockt

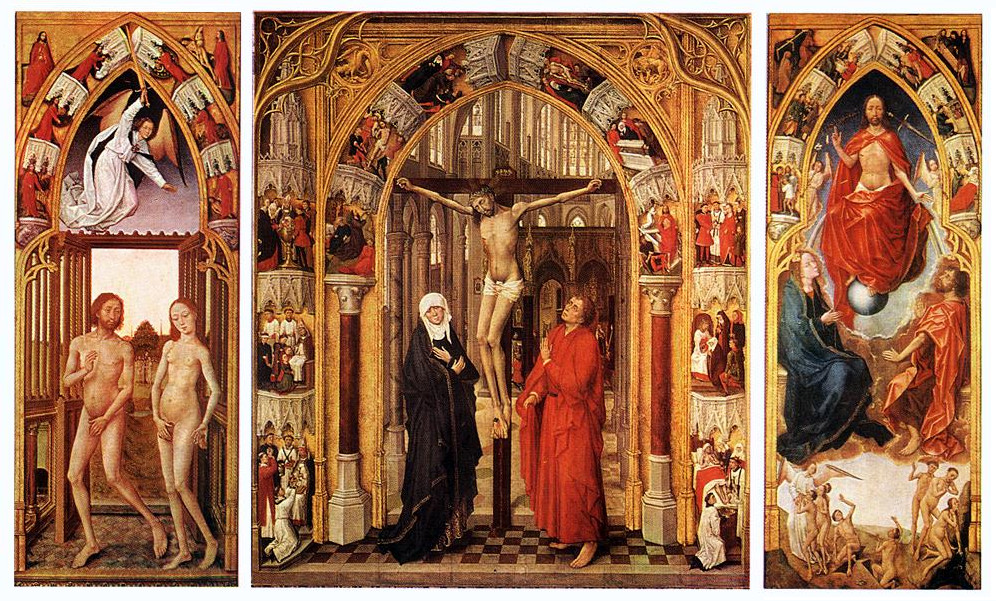
Trittico della redenzione (c. 1455-59), olio su tavola, 195x326cm. Museo del Prado, Madrid

Vrancke van der Stockt (prima del 1420 – 14 giugno 1495) è stato un pittore fiammingo appartenente alla scuola dei primitivi fiamminghi. È conosciuto soprattutto come «diretto erede e divulgatore» di Rogier van der Weyden.

## Biografia
Nel 1445 van der Stockt divenne un maestro della Corporazione di San Luca di Bruxelles ed ereditò la bottega di suo padre, Jan van der Stockt, morto poco prima. Ottenne una certa fama per il suo lavoro e diventò il pittore ufficiale della città dopo la morte di van der Weyden nel 1464. Fu anche consigliere comunale nel 1465, 1472 e 1475 e alla testa della Confraternita di Sant'Eligio tra il 1471 e il 1473.
Sposò Catherine de Moyen ed ebbe due figli, entrambi diventati pittori: Bernaert van der Stockt (prima del 1469 - dopo il 1538) e Michiel van der Stockt (prima del 1469 - ?)

## Opere
Le opere di van der Storkt, sebbene «disegnate più delicatamente»., sono pesantemente influenzate da Rogier van der Weyden, col quale potrebbe aver collaborato. Van der Stockt spesso ripeteva gli stessi motivi di van der Weyden, come si può vedere dal Donatore inginocchiato con San Giovanni Battista conservato all'Allen Memorial Art Museum, nel quale la figura del Santo ricorda da vicino quella della Madonna Medici. La sua Pietà è allo stesso modo modellata su quella di van der Weyden.
Anche se era soprattutto un pittore, van der Stockt realizzò anche cartoni per ricami e arazzi e disegni per xilografie.
Nessuna delle opere di van der Stockt è documentata; l'attribuzione è basata sulla somiglianza stilistica con il Trittico della redenzione, ora al Museo del Prado di Madrid, un'opera la cui attribuzione non è stata possibile fino agli anni venti.
- 1485 - 1495, Il Trono di Grazia o Il Mistero della Trinità, olio su tavola, attribuzione unanime per stile (comparazione tra dipinti), opera proveniente dalla chiesa di San Giorgio e custodita nel museo diocesano di Caltagirone.

## Galleria d'immagini

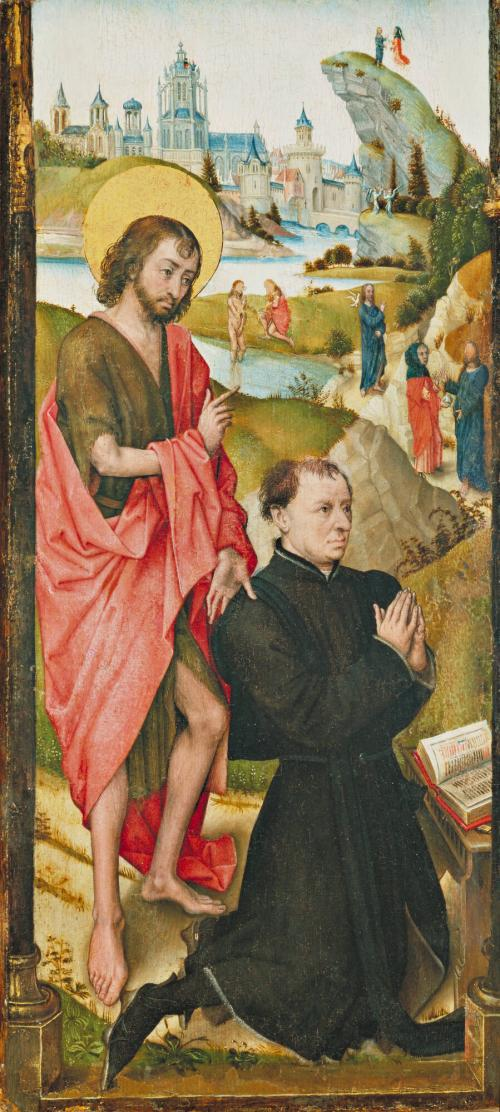
Donatore inginocchiato con San Giovanni Battista (1470 circa). Da notare la posizione dei piedi del Santo rispetto a quelli nella Madonna Medici di van der Weyden. Van der Stoct li ha trasposti, inalterati, dagli scalini ad un prato, tanto che la posa sembra relativamente strana.
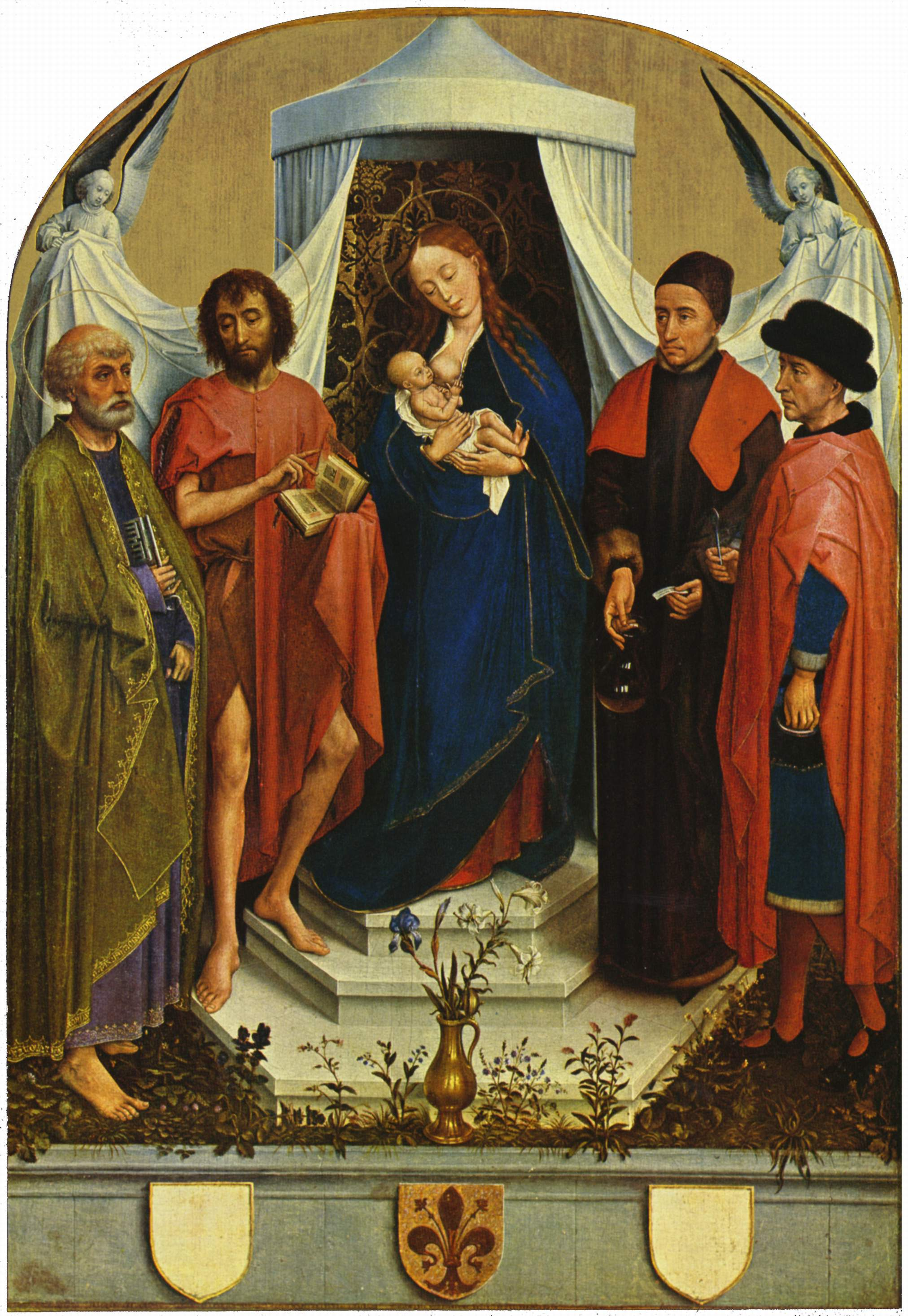
Rogier van der Weyden, Madonna Medici (Rogier van der Weyden) (c. 1450).
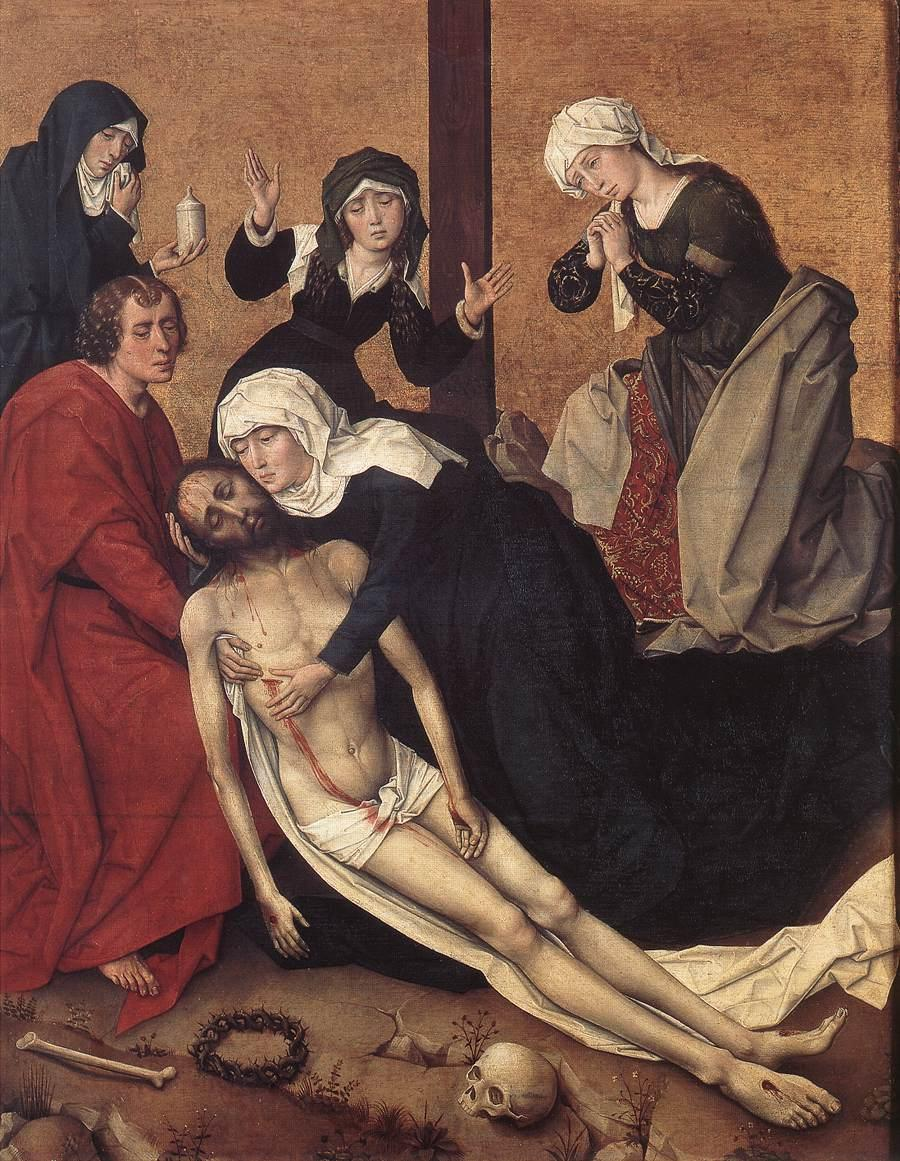
Pietà (c. 1455-59), Museo Mayer van den Bergh
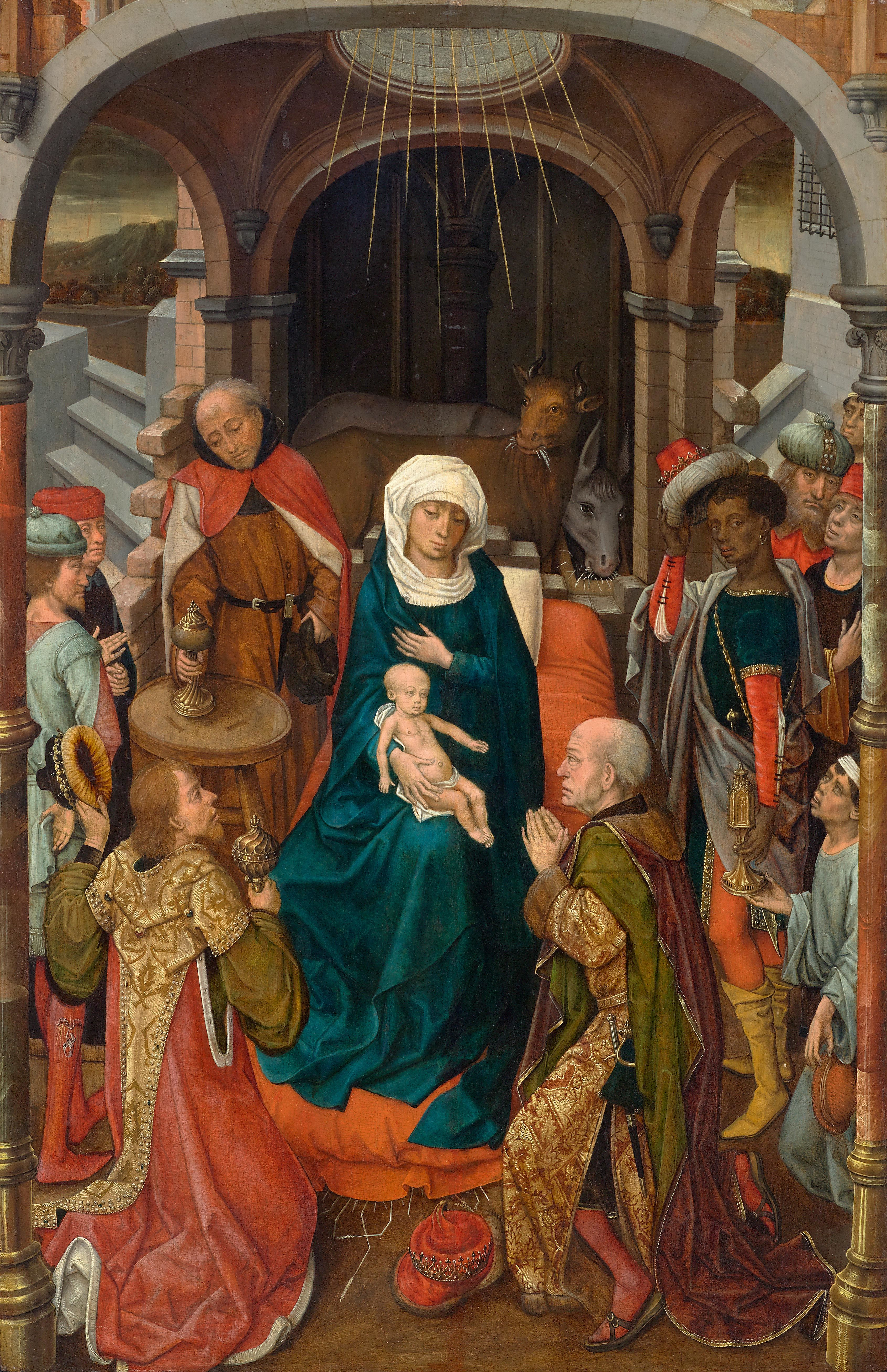
L'adorazione dei Magi